# Francisco López Serrano
Francisco Miguel López Serrano (Épila, Zaragoza, 1960) es un poeta, novelista, narrador y traductor español. 

## Biografía
Estudia Literatura General y Comparada en la Universidad Complutense de Madrid. Colabora en revistas literarias y periódicos como Clarín, Turia o el Heraldo de Aragón.

## Obra publicada

### Novelas
- El país de la lluvia (Premio Ciudad de Barbastro 2004), Zaragoza, Prames, 2004.
- Retrato del asesino en prácticas (Premio José María de Pereda 2005), Valencia, Pre-Textos, 2005.
- El prado de los milagros, Ourense, Duen de Bux, 2008.
- El tiempo imaginario, Madrid, Adeshoras, 2014.
- Los Misterios, Benalmádena, EDA Libros, 2015.
- Diario de un asesino melancólico (Premio Ciudad de Salamanca de Novela 2016), A Coruña, Ediciones del Viento, 2016.
- Sacrificio diario de un matarife (XXII Premio Ciudad de Badajoz de Novela), Sevilla, Algaida, 2019.
- En la cuneta,Tenerife, Baile del sol,  2019.
- M de Venecia, Montijo, Ayuntamiento de Montijo, 2022.
- La piel muda, Barcelona, Versátil, 2022.
- El crimen del siglo, Tenerife, Ediciones Idea, 2022.
- Las vísperas muertas, Gijón, Ediciones Trea, 2023.

### Libros de cuentos
- El hígado de Shakespeare, Barcelona, DVD Ediciones, 2000.
- Dios es otra, Barcelona, DVD Ediciones, 2002.
- Los hábitos del azar (Premio Setenil 2010) Sevilla, Renacimiento, 2009.
- Un momento señor verdugo, Sevilla, Algaida, 2016.
- El holocausto de las mascotas, Tenerife, Baile del Sol, 2017.
- La dulzura del Apocalipsis, León, Eolas, 2024.

### Libros de poemas
- Ars moriendi, Granada, Genil, 1986.
- Un funesto deseo de luz, Zaragoza, Institución Fernando el Católico, 1990.
- La afable vecindad de la muerte (Premio Extremadura a la Creación 1996), Mérida, Editora Regional de Extremadura, 1997.
- La caricia de un sueño, Zaragoza, Prensas Universitarias, 2002.
- La sombra de Dios (Premio Luis Cernuda 2002), Sevilla, Compás, 2005.
- El último hombre sobre la tierra (Premio Blas de Otero 2009), Madrid, Devenir, 2010.
- La rosa en ruinas, Madrid, Vitruvio, 2015.
- Súplica para ser enterrado lejos del planeta tierra, Zaragoza, Colección Veruela, 2017.
- El extraño en que habito, Valencia, Pre-Textos, 2021.
- Pentimento, Valencia, Pre-Textos, 2021.
- Brillantes expectativas póstumas, Madrid, Visor, 2023.
- De lo que fue no siendo, Madrid, Hiperión, 2023.

### Traducciones
- La casa de la vida de Dante Gabriel Rossetti, Valencia, Pre-Textos, 1998.
- El Gamo ante la casa solitaria de Thomas Hardy, Valencia, Pre-Textos, 1999.
- El Mercado de los duendes de Christina Rossetti, Valencia, Pre-Textos, 2004.

### Antologías
- Penúltimos poetas en Aragón. Edición de Trinidad Ruiz Marcellán. Zaragoza: Colección Veruela, 1989.
- Los hijos del cierzo. Escritores aragoneses de hoy. Zaragoza: Prames, 1998.
- Антология на съвременния арагонски разказ, първо издание, 2014 (Antología del cuento aragonés contemporáneo). Edición de Rada Panchovska, Sofia: Proxima RP, 2014.
- Un té en la sala rosa y otros relatos, Córdoba: Universidad de Córdoba, 2015.
- Diodati, la cuna del monstruo, Madrid: Adeshoras, 2016.
- Nocturnario, 101 imágenes, 101 escrituras. Collages de Ángel Olgoso. Prólogo de José María Merino. Granada: Nazarí, 2016.
- El pájaro azul, homenaje a Rubén Darío. Edición de Marina Tapia. Granada: Artificios, 2016.
- A mi trabajo acudo, con mi dinero pago. Poesía y dinero. Antología poética desde el Arcipreste de Hita hasta la actualidad. Editor José Carlos Rosales. Madrid: Vaso Roto, 2019.
- Contra el ser. Edición de Luis Moliner. Zaragoza: Los libros del innombrable, 2019.
- El año del virus. Relatos en cuarentena. Edición de Eloy M. Cebrián. Prólogo de Javier Sarti. Albacete: Los libros de El Problema de Yorick, 2020.[1]

## Premios
A lo largo de su carrera ha obtenido premios de poesía, cuento y novela como:
- el Premio Setenil (2010) al mejor libro de cuentos publicado en España en 2009[2]
- el premio Kutxa Ciudad de San Sebastián,[3]

- Ignacio Aldecoa
- Premio Gabriel Aresti
- Premio Generación del 27
- Premio Manuel Llano.
- Premio Ciudad de Alcalá de Narrativa 2017
- Finalista del Premio Hispanoamericano de Cuento "Gabriel García Márquez" 2018 , .

| Predecesor: Fernando Clemot | Premio Setenil 2010 | Sucesor: David Roas |